# Сокольское (Нижегородская область)
Соко́льское — рабочий посёлок в Нижегородской области России. Административный центр Сокольского района и муниципального образования городского округа Сокольский.

## География
Пристань на Волге. Расположен на крайнем северо-западе области.
Расстояние до Нижнего Новгорода — 104 км (по прямой) и 138 км (по автодороге).
Средняя температура самого холодного месяца (января) — −12,4 °С, самого тёплого (июля) — +18,1 °С.

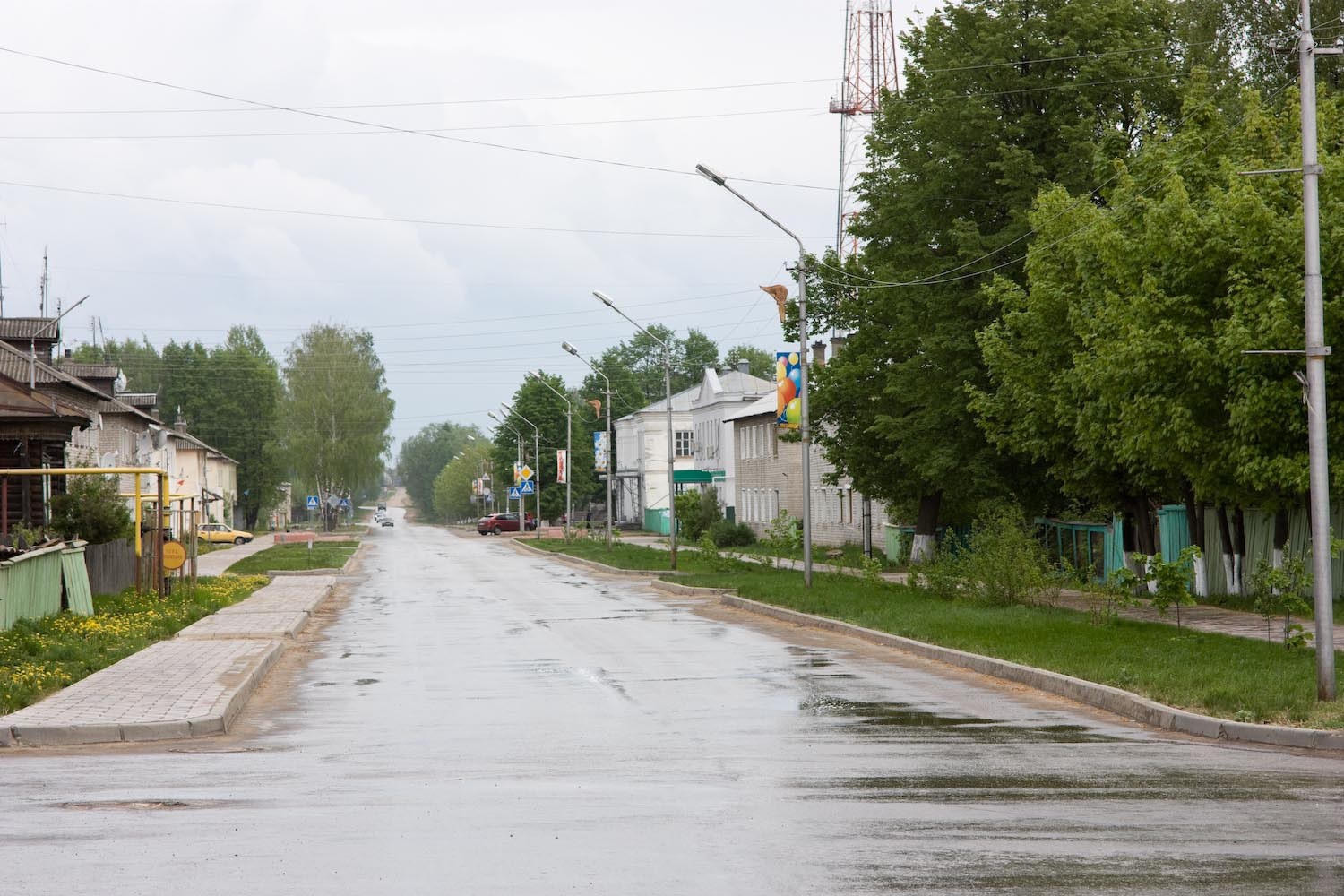

## История
Известен с 1888 года. В 1918 году Сокольскую волость передали из Макарьевского уезда Костромской губернии в Ковернинский уезд, а после упразднения последнего 27 июля 1922 года — в Юрьевецкий уезд Иваново-Вознесенской губернии. С января 1929 года село Сокольское вошло в состав Иваново-Вознесенской области, переименованной в марте 1929 года в Ивановскую промышленную область. С апреля 1929 года — в составе Костромского округа Ивановской Промышленной области. Райцентр Сокольского района в Ивановской промышленной области — с 1935 года, статус посёлка городского типа — с 1938 года. В 1994 году в соответствии с результатами референдума, проведённого среди жителей, Сокольский район Ивановской области (а вместе с ним — и посёлок Сокольское) передан Нижегородской области.

## Население
| 1959  | 1970  | 1979  | 1989  | 2002  | 2008  | 2009  | 2010  | 2011  | 2012  |
| ----- | ----- | ----- | ----- | ----- | ----- | ----- | ----- | ----- | ----- |
| 5162  | ↗6077 | ↗6477 | ↗7222 | ↘6683 | ↘6514 | ↘6509 | ↘6344 | ↘6310 | ↘6215 |
| 2013  | 2014  | 2015  | 2016  | 2017  | 2018  | 2019  | 2020  | 2021  |       |
| ↘6090 | ↘6022 | ↗6062 | ↗6068 | ↘6054 | ↘6033 | ↘6015 | ↗6088 | ↘5923 |       |

## Известные уроженцы, жители
Пискунов, Роман Сергеевич — гвардии рядовой Вооружённых Сил Российской Федерации, участник антитеррористических операций в период Второй чеченской войны, погиб при исполнении служебных обязанностей во время боя 6-й роты 104-го гвардейского воздушно-десантного полка у высоты 776 в Шатойском районе Чечни.

## Экономика
В посёлке работает судоверфь (переоборудование дебаркадеров, теплоходов типа «Москва», ОМ и т. п., изготовление спасательных деревянных шлюпок), промкомбинат (производство постельного белья, спецодежды и др.), молокозавод, предприятия лесной промышленности.
Работает школа плотников.
В августе 2009 года в посёлке прошёл Первый фестиваль «Плотницкие забавы».